# Beni shōga

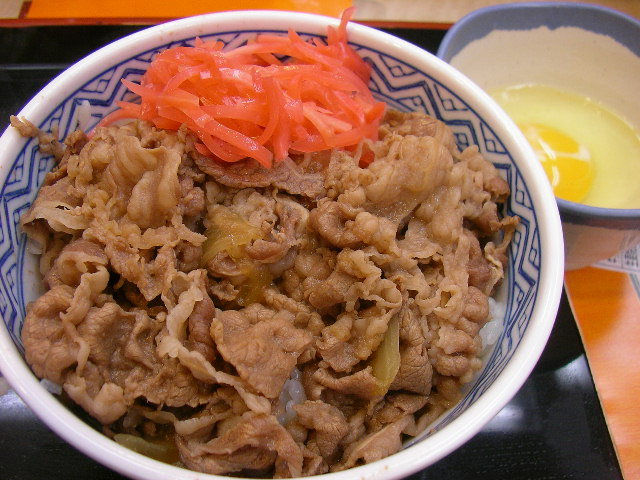
Beni shōga in einem Gyūdon

Beni shōga (japanisch 紅生姜, べにしょうが) ist eine Art von Tsukemono (japanisches eingelegtes Gemüse). Es wird aus in Streifen geschnittenem Ingwer hergestellt, rot gefärbt und dann in Umezu (梅酢) mariniert, das entsteht, wenn man Umeboshi (Aprikosen) einlegt. Die rote Farbe stammt von der roten Perilla. Es wird mit sehr vielen japanischen Gerichten serviert, einschließlich Gyūdon, Okonomiyaki und Yakisoba.
Beni shōga ist nicht zu verwechseln mit Gari, dem mit Sushi servierten eingelegten Ingwer.